# Hanne De Backer
Hanne De Backer (* 1986) ist eine belgische Jazz- und Improvisationsmusikerin (Baritonsaxophon, auch Bassklarinette, Komposition).

## Leben und Wirken
De Backer erhielt klassischen Saxophonunterricht, seit sie neun Jahre alt war, und spielte im örtlichen Blasorchester Altsaxophon. Nach dem Abitur studierte sie Politikwissenschaften und Theaterwissenschaften am Herman Teirlinck Instituut in Antwerpen, aber spielte daneben immer wieder in verschiedenen Bands. Mit 25 Jahren kam sie zum Baritonsaxophon und begann zwei Jahre später, am Konservatorium in Antwerpen bei Kurt Van Herck zu studieren; in ihrem Studium absolvierte sie auch ein Semester an der Sibelius-Akademie in Helsinki bei Jussi Kannaste und Mikko Innanen und nahm dort zudem bei Heikki Nikula Unterricht auf der Bassklarinette.
De Backer ist seit den 2010er-Jahren Teil der europäischen Improvisationsszene; sie arbeitete seitdem mit Musikern wie Steve Swell (Dances with Questions), Terrie Ex, Signe Emmeluth, Jakob Bro, Martin Küchen und Raphael Malfliet. Mit Marc De Maeseneer bildete sie die Gruppe Gabbro, zunächst als Duo, dann auch mit Agnes Hvizdalek und Raphael Malfliet, heute mit Andreas Bral und Raf Vertessen, mit der sie seit 2017 drei Alben in unterschiedlichen Besetzungen vorlegte. Weiterhin trat sie als Solistin auf. Sie spielt in ganz Europa mit ihren eigenen Projekten und gastierte auf verschiedenen Festivals wie dem Summer Bummer Festival in Belgien, Jazz Middelheim, dem Blow Out! Festival in Oslo, Music Unlimited Wels, Catalytic Festival, Potentiale Festival, Taktlos Festival, Copenhagen Jazz Festival, Jazzfestival Saalfelden und dem Jazzfest Berlin.
Außerdem ist De Backer Mitglied im belgischen Saxophonquintett La Nuée um Johannes Eimermacher. und der Antwerpener Underground-Band Condor Gruppe. Im März 2021 entstand ein Dokumentarfilm mit De Backer, die mit dem Schlagzeuger Raf Vertessen und dem Pianisten Andreas Bral in Begleitung eines Kamels die belgische Nordseeküste entlang wanderte und Konzerte gab. Sie schuf auch den Soundtrack von 21.02.2021 One day in the world, the world in one day, einer Theaterperformance von Nico Boon, produziert von Arsenaal Mechelen.
Sie wirkte auch bei Aufnahmen von Ingebrigt Håker Flaten und Paal Nilssen-Love (Guts & Skins) und der Brüsseler Jazz Station Big Band mit. De Backer lebt in Brüssel.

## Diskographische Hinweise
- Gabbro: The Moon Appears When the Water Is Still (2023)
- La Nuée: II (2014)[4]